# Sterculia abbreviata
Sterculia abbreviata är en malvaväxtart som beskrevs av E.L.Taylor, Mondragón. Sterculia abbreviata ingår i släktet Sterculia och familjen malvaväxter. Inga underarter finns listade i Catalogue of Life.